# اندرو موراویسیک
اندرو موراویسیک (انگلیسی: Andrew Moravcsik؛ زادهٔ ۱۹۵۷ (۶۷–۶۸ سال)) دانشمند در زمینه روابط بین‌الملل اهل ایالات متحده آمریکا و از دانش‌آموختگان مدرسه مطالعات پیشرفته بین‌المللی پال ایچ. نیتس و دانشگاه هاروارد است.

## تحصیلات
موراویسیک در دانشگاه‌های استنفورد، مدرسه مطالعات پیشرفته بین‌المللی پال ایچ. نیتس و همچنین دانشگاه هاروارد تحصیل کرده است.

## جوایز
وی همچنین برندهٔ جوایزی همچون برنامه فولبرایت شده‌است.